# Lapa Laok
Lapa Laok is een bestuurslaag in het regentschap Sumenep van de provincie Oost-Java, Indonesië. Lapa Laok telt 2222 inwoners (volkstelling 2010).